# Dolomedes batesi
Dolomedes batesi is een spinnensoort uit de familie van de kraamwebspinnen (Pisauridae).
De wetenschappelijke naam van de soort werd in 1903 gepubliceerd door Reginald Innes Pocock.